# 解放桥 (宁波)
解放桥是中华人民共和国浙江省宁波市一座跨姚江桥梁。解放桥位于姚江原盐仓渡旧址，北接江北区大庆南路，南接海曙区解放北路，全长251米，宽38.5米，始建于1972年，最初为北岸固定桥梁，南岸浮桥的形式。1981年4月29日，全桥重建为永久桥梁。2011年12月12日，解放桥完成拓宽，全桥由原先的双向4车道拓宽到双向6车道，于2012年1月1日正式通车。